# Minunata aventură a lui Sharpay
Minunata aventură a lui Sharpay (titlu original: Sharpay's Fabulous Adventure) este un film american direct-pe-DVD și un musical jucat de Ashley Tisdale. Filmul o are în vedere pe Sharpay Evans după ce a absolvit liceul, încercând să obțină un rol într-un show pe Broadway. Filmul a fost lansat ca o combinație de Blu-Ray și DVD pe 19 aprilie 2011. Originalul film Disney Channel a fost premiat pe Disney Channel pe 22 mai 2011. A fost primul film original Disney Channel care a fost distribuit pe DVD înainte de a fi difuzat pe Disney Channel.
A food is a delices 
Ea psis}}
Sharpay Evans (Ashley Tisdale), execută un număr de dans la Lava Springs Country Club. Acolo ea întâlnește un celebru producător Jerry Taylor (Pat Mastroianni), care îi oferă câinelui ei Boy o șansă de a juca în cel mai nou spectacol său pe Broadway. Sharpay îl convinge mai târziu pe tatăl ei să îi permită mutarea ei la New York pe cont propriu. El acceptă ezitant, dar el are o condiție: în cazul în care planul eșuează, Sharpay este forțată să se mute înapoi cu părinții ei și să lucreze la Lava Springs. În acest timp în New York, Sharpay este dată afară din penthouse-ul ei, deoarece acesta nu permite câini. În timp de disperare, ea îl întâlnește pe Peyton (Austin Butler), care îi oferă o garsonieră. Sharpay acceptă, dar este dezgustată când află ceea ce este. Sharpay, Peyton, și Boi merg la cumpărături pentru a-i da puțin stil de studio. În timp ce Peyton o vede pe Sharpay aflată în primejdie, el o aduce la stadionul Music Hall Radio City, care o face să se simtă mult mai bine. Acolo îi întâlnește pe Neal Roberts și Samms Gill producătorii de spectacol al lui Jerry. Când ea descoperă că-l vor doar pe Boi, ea l-a dus la auditii, dar numai pentru a fi prins într-o cravată cu foarte competitivul Roger Elliston (Bradley Steven Perry). Câteva minute mai târziu, Sharpay o întâlnește pe Amber Lee Adams (Cameron Goodman), vedeta show-ului. Lăsând teatrul, Sharpay este amenințată de Roger că, dacă ea nu abandonează, vor exista consecințe grave. Mai târziu în film, Boi și contesa (Animalutul femela al lui Roger) fug împreună. Sharpay și Roger fac echipă pentru a le găsi. Din fericire, Peyton îi găsește la teatru. Între timp, Amber Lee își concediază asistentul ei și o angajează pe Sharpay doar pentru a face pe șefa cu Sharpay. În necunoștință de cauză, Sharpay este o servitoare pentru ea și vine de câte ori are ea nevoie. Sharpay mai târziu află că Amber Lee nu e cine pare a fi. Așa că ea și Roger născocesc un plan pentru a o concedia de la spectacol. Planul ei a mers, numai că Sharpay a fost concediată și Amber Lee renunță la producție. Așa cum se pare că producția este pe cale de a fi anulată din cauza lui Amber Lee, Peyton prezintă imagini producătorilor care spun că ea poate fi steaua spectacolului. Ei iau decizia și o angajează pe Sharpay în rolul principal în "cel mai bun prieten al unei fete". Sharpay acceptă oferta doar dacă Boi și contesa împart rolul lui Shelby. Sharpay și Peyton împărtășesc un sărut și ea își împlinește în cele din urmă visul ei de a juca pe Broadway.Ea Isi înmplineste visul

## Distribuție
- Ashley Tisdale - Sharpay Evans
- Austin Butler - Peyton Leverett
- Bradley Steven Perry - Roger Elliston
- Manly "Little Pickles" Ortega - Boi Evans
- Lauren Collins - Tiffani
- Cameron Goodman - Amber Lee Adams
- Robert Curtis Brown - Vance Evans
- Jessica Tuck - Darby Evans
- Alec Mapa - Gill Samms
- Jack Plotnick - Neal Roberts
- Pat Mastroianni - Jerry Taylor
- Lucas Grabeel - Ryan Evans (cameo)
- Jorge Molina - Dl. Gonzalez
- Mya Michaels - Dna. Gonzalez

## Producție

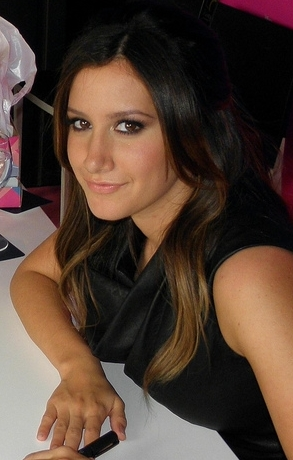
Born: July 2, 1985 (age 39 years), Monmouth County, New Jersey, United States
Spouse: Christopher French (m. 2014)
Parents: Lisa Morris Tisdale, Mike Tisdale
Siblings: Jennifer Tisdale
Children: 1
Instrument(s): Vocals

Tisdale este producătorul executiv al filmului, împreună cu Bill Borden și Barry Rosenbush care au produs anterior primele trei filme High School Musical. În procesul de luare a anunțului, Gary Marsh, președintele Disney Channels Worldwide, a declarat: "În" Sharpay, "Ashley Tisdale a adus la viață una dintre cele mai memorabile personaje de comedie care le-am văzut în ultimii ani. Acest film surprinde un capitol absolut perfect. În viața lui Sharpay, ea încearcă să cultive umanitatea îngropată, adânc, adânc în interiorul ei -.. un efort provocator și hilar " filmul a avut Sharpay's Fabulous Adventure ca un titlu de lucru, înainte de a fi redenumit la High Stakes potrivit DisneyChannelMediaNet.com, titlul filmului a fost schimbat din nou la Sharpay's Fabulous Adventure.
„"Nu e chiar Sharpay.Ea este încă Sharpay, dar acum este personajul principal al filmului . Ai terminat să o urăști, dar acum te-ai îndrăgostit de ea. Vei vedea acum cum este ea cu adevărat, dar acum o vezi în altă lumină. Nu este la facultate, dar se presupune că trebuie să fie în timp ce ea este la New York îndeplinindu-și visul pe Broadway.”—Ashley Tisdale , Revista OK!

## Coloana sonoră
La data de 22 mai 2010, Tisdale a confirmat ea a înregistrat muzica pentru film. Termen de asemenea, raportat în patru melodii originale vor fi prezentate în film . Compozitorul Puterilor Amy a declarat pe site-ul său oficial că Tisdale a înregistrat cântecele "Boi al meu și cu mine" și "Tot restul vieții mele" (ambele au fost co-scris cu Matei Tishler) pentru film. Într-un comunicat de presă de Disney Channel, "Voi străluci" (scris de către Randy Petersen și Kevin Quinn) și "Cel mai bine păstrat secret al New York-ului" (scris de David Lawrence și Faye Greenberg) au fost confirmate ca celelalte două piese originale pentru a apărea în film.